# Haroldius uenoi
Haroldius uenoi är en skalbaggsart som beskrevs av Masumoto och Yin 1993. Haroldius uenoi ingår i släktet Haroldius och familjen bladhorningar. Inga underarter finns listade i Catalogue of Life.